# بطرس الثاني
بطرس الثاني أحد باباوات الكنيسة القبطية الأرثوذكسية. نشأ بالإسكندرية وتتلمذ على يدي البابا أثناسيوس الرسولي